# Chặng đua GP Anh 2021
Chặng đua GP Anh 2021 (tên chính thức Formula 1 Pirelli British Grand Prix 2021) là chặng đua thứ 10 của Giải đua xe Công thức 1 2021. Chặng đua diễn ra từ ngày 16 đến 18 tháng 07 năm 2021 ở trường đua Silverstone, Vương quốc Anh. Đây là chặng đua F1 đầu tiên trong lịch sử tổ chức phiên chạy Sprint Race. Người chiến thắng là tay đua Lewis Hamilton của đội đua Mercedes.

## Diễn biến chính
Lewis Hamilton là người chiến thắng cuộc đua phân hạng truyền thống. Còn Max Verstappen là người giành chiến thắng phiên chạy Sprint Race để giành pole trong cuộc đua chính.
Ở cuộc đua chính, Verstappen và Hamilton đã so kè quyết liệt trong suốt vòng đua đầu tiên. Hậu quả là cả hai đã có va chạm khiến cho Verstappen tông rào bỏ cuộc, đồng thời cuộc đua phải tạm dừng. Khi cuộc đua trở lại thì Lewis Hamilton nhận án phạt 10 giây và có thời điểm bị tụt xuống vị trí thứ 4. Tuy nhiên anh vẫn có tốc độ vô cùng mạnh mẽ, lần lượt đánh bại Lando Norris, Valttteri Bottas và Charles Leclerc để giành chiến thắng trên sân nhà. Leclerc cũng có lần đầu tiên lên podium trong mùa giải 2021. Còn Norris có tình huống vào pit chậm nên đánh mất cơ hội cạnh tranh podium với Bottas.
Sau chặng đua, ngôi đầu bảng vẫn thuộc về Verstappen với 185 điểm, nhưng Hamilton (177 điểm) đã thu hẹp khoảng cách đáng kể.

## Kết quả Sprint-Race
| Stt                                                        | Số xe | Tay đua            | Đội đua                   | Lap | Thời gian | Xuất phát | Điểm |
| ---------------------------------------------------------- | ----- | ------------------ | ------------------------- | --- | --------- | --------- | ---- |
| 1                                                          | 33    | Max Verstappen     | Red Bull Racing-Honda     | 17  | 25:38.426 | 2         | 3    |
| 2                                                          | 44    | Lewis Hamilton     | Mercedes                  | 17  | +1.430    | 1         | 2    |
| 3                                                          | 77    | Valtteri Bottas    | Mercedes                  | 17  | +7.502    | 3         | 1    |
| 4                                                          | 16    | Charles Leclerc    | Ferrari                   | 17  | +11.278   | 4         |      |
| 5                                                          | 4     | Lando Norris       | McLaren-Mercedes          | 17  | +24.111   | 6         |      |
| 6                                                          | 3     | Daniel Ricciardo   | McLaren-Mercedes          | 17  | +30.959   | 7         |      |
| 7                                                          | 14    | Fernando Alonso    | Alpine-Renault            | 17  | +43.527   | 11        |      |
| 8                                                          | 5     | Sebastian Vettel   | Aston Martin-Mercedes     | 17  | +44.439   | 10        |      |
| 9                                                          | 63    | George Russell     | Williams-Mercedes         | 17  | +46.652   | 8         |      |
| 10                                                         | 31    | Esteban Ocon       | Alpine-Renault            | 17  | +47.395   | 13        |      |
| 11                                                         | 55    | Carlos Sainz Jr.   | Ferrari                   | 17  | +47.798   | 9         |      |
| 12                                                         | 10    | Pierre Gasly       | AlphaTauri-Honda          | 17  | +48.763   | 12        |      |
| 13                                                         | 7     | Kimi Räikkönen     | Alfa Romeo Racing-Ferrari | 17  | +50.677   | 17        |      |
| 14                                                         | 18    | Lance Stroll       | Aston Martin-Mercedes     | 17  | +52.179   | 15        |      |
| 15                                                         | 99    | Antonio Giovinazzi | Alfa Romeo Racing-Ferrari | 17  | +53.225   | 14        |      |
| 16                                                         | 22    | Yuki Tsunoda       | AlphaTauri-Honda          | 17  | +53.567   | 16        |      |
| 17                                                         | 6     | Nicholas Latifi    | Williams-Mercedes         | 17  | +55.162   | 18        |      |
| 18                                                         | 47    | Mick Schumacher    | Haas-Ferrari              | 17  | +1:08.213 | 19        |      |
| 19                                                         | 9     | Nikita Mazepin     | Haas-Ferrari              | 17  | +1:17.648 | 20        |      |
| 20                                                         | 11    | Sergio Pérez       | Red Bull Racing-Honda     | 16  | Tai nạn   | 5         |      |
| Fastest lap: Lewis Hamilton (Mercedes) – 1:29.937 (lap 17) |       |                    |                           |     |           |           |      |

## Kết quả
| Stt                                                                   | Số xe | Tay đua            | Đội đua                   | Lap | Thời gian   | Xuất phát | Điểm |
| --------------------------------------------------------------------- | ----- | ------------------ | ------------------------- | --- | ----------- | --------- | ---- |
| 1                                                                     | 44    | Lewis Hamilton     | Mercedes                  | 52  | 1:58:23.284 | 2         | 25   |
| 2                                                                     | 16    | Charles Leclerc    | Ferrari                   | 52  | +3.871      | 4         | 18   |
| 3                                                                     | 77    | Valtteri Bottas    | Mercedes                  | 52  | +11.125     | 3         | 15   |
| 4                                                                     | 4     | Lando Norris       | McLaren-Mercedes          | 52  | +28.573     | 5         | 12   |
| 5                                                                     | 3     | Daniel Ricciardo   | McLaren-Mercedes          | 52  | +42.624     | 6         | 10   |
| 6                                                                     | 55    | Carlos Sainz       | Ferrari                   | 52  | +43.454     | 10        | 8    |
| 7                                                                     | 14    | Fernando Alonso    | Alpine-Renault            | 52  | +1:12.093   | 7         | 6    |
| 8                                                                     | 18    | Lance Stroll       | Aston Martin-Mercedes     | 52  | +1:14.289   | 14        | 4    |
| 9                                                                     | 31    | Esteban Ocon       | Alpine-Renault            | 52  | +1:16.162   | 9         | 2    |
| 10                                                                    | 22    | Yuki Tsunoda       | AlphaTauri-Honda          | 52  | +1:22.065   | 16        | 1    |
| 11                                                                    | 10    | Pierre Gasly       | AlphaTauri-Honda          | 52  | +1:25.327   | 11        |      |
| 12                                                                    | 63    | George Russell     | Williams-Mercedes         | 51  | +1 lap      | 12        |      |
| 13                                                                    | 99    | Antonio Giovinazzi | Alfa Romeo Racing-Ferrari | 51  | +1 lap      | 15        |      |
| 14                                                                    | 6     | Nicholas Latifi    | Williams-Mercedes         | 51  | +1 lap      | 17        |      |
| 15                                                                    | 7     | Kimi Räikkönen     | Alfa Romeo Racing-Ferrari | 51  | +1 lap      | 13        |      |
| 16                                                                    | 11    | Sergio Pérez       | Red Bull Racing-Honda     | 51  | +1 lap      | PL        |      |
| 17                                                                    | 9     | Nikita Mazepin     | Haas-Ferrari              | 51  | +1 lap      | 19        |      |
| 18                                                                    | 47    | Mick Schumacher    | Haas-Ferrari              | 51  | +1 lap      | 18        |      |
| Ret                                                                   | 5     | Sebastian Vettel   | Aston Martin-Mercedes     | 40  | Quá nhiệt   | 8         |      |
| Ret                                                                   | 33    | Max Verstappen     | Red Bull Racing-Honda     | 0   | Va chạm     | 1         |      |
| Fastest lap: Sergio Pérez (Red Bull Racing-Honda) – 1:28.617 (lap 50) |       |                    |                           |     |             |           |      |

Nguồn: Trang chủ Formula1

## Bảng xếp hạng sau chặng đua
(Chỉ liệt kê top 5 tay đua và đội đua)
|           | Stt | Tay đua         | Điểm |
| --------- | --- | --------------- | ---- |
| Unchanged | 1   | Max Verstappen  | 185  |
| Unchanged | 2   | Lewis Hamilton  | 177  |
| 1         | 3   | Lando Norris    | 113  |
| 1         | 4   | Valtteri Bottas | 108  |
| 2         | 5   | Sergio Pérez    | 104  |
| Nguồn:    |     |                 |      |

|           | Stt | Đội đua               | Điểm |
| --------- | --- | --------------------- | ---- |
| Unchanged | 1   | Red Bull Racing-Honda | 289  |
| Unchanged | 2   | Mercedes              | 285  |
| Unchanged | 3   | McLaren-Mercedes      | 163  |
| Unchanged | 4   | Ferrari               | 148  |
| Unchanged | 5   | AlphaTauri-Honda      | 49   |
| Nguồn:    |     |                       |      |